# Muhammad Asis
Muhammad Asis (* 4. März 2004 in Singapur), mit vollständigen Namen Nur Muhammad Asis Ijilrali, ist ein singapurischer Fußballspieler.

## Karriere

### Verein
Muhammad Asis erlernte das Fußballspielen in der Jugendmannschaft des Turf City FC und der National Football Academy. Im Februar 2018 wechselte er in die Jugendmannschaft von Home United, dem heutigen Lion City Sailors. Im April 2021 kam er in die Juniorenmannschaft des Erstligisten. Seinen Militärdienst trat er am 1. Januar 2022 an. Am gleichen Tag wurde er bis Jahresende an den Mattar Sailors FC ausgeliehen. Nach Beendigung des Militärdienstes kehrte er am 1. Januar 2023 zu den Sailors zurück. Sein Erstligadebüt gab der Juniorenspieler am 1. Juli 2023 (18. Spieltag) im Auswärtsspiel gegen Tanjong Pagar United. Bei dem 7:1-Auswärtserfolg wurde er in der 85. Minute für Hami Syahin eingewechselt. Am Ende der Saison 2023, in der er drei Erstligaspiele bestritt, feierte er mit den Sailors die Vizemeisterschaft.

### Nationalmannschaft
Seit 2022 spielt Asis für diverse singapurische Juniorennationalmannschaften.

## Erfolge
Lion City Sailors
- Singapurischer Vizemeister: 2023